# Mike Simpson
Pour les articles homonymes, voir Simpson.
Michael Keith Simpson, dit Mike Simpson, né le 8 septembre 1950 à Burley (Idaho), est un homme politique américain, membre du Parti républicain et élu du deuxième district congressionnel de l'Idaho à la Chambre des représentants des États-Unis depuis 1999.

## Biographie
Avant son élection au Congrès des États-Unis, il est membre, de 1984 à 1998, puis président, de 1992 à 1998, de la Chambre des représentants de l'Idaho.
Il est membre de l'Église de Jésus-Christ des saints des derniers jours. Lors de l'investiture républicaine pour la présidentielle de 2008, il soutient activement Mitt Romney avec lequel il partage la foi mormone.
D'après OntheIssues, Mike Simpson est un ultra conservateur (Hard-Core Conservative).